# 로저 블랙

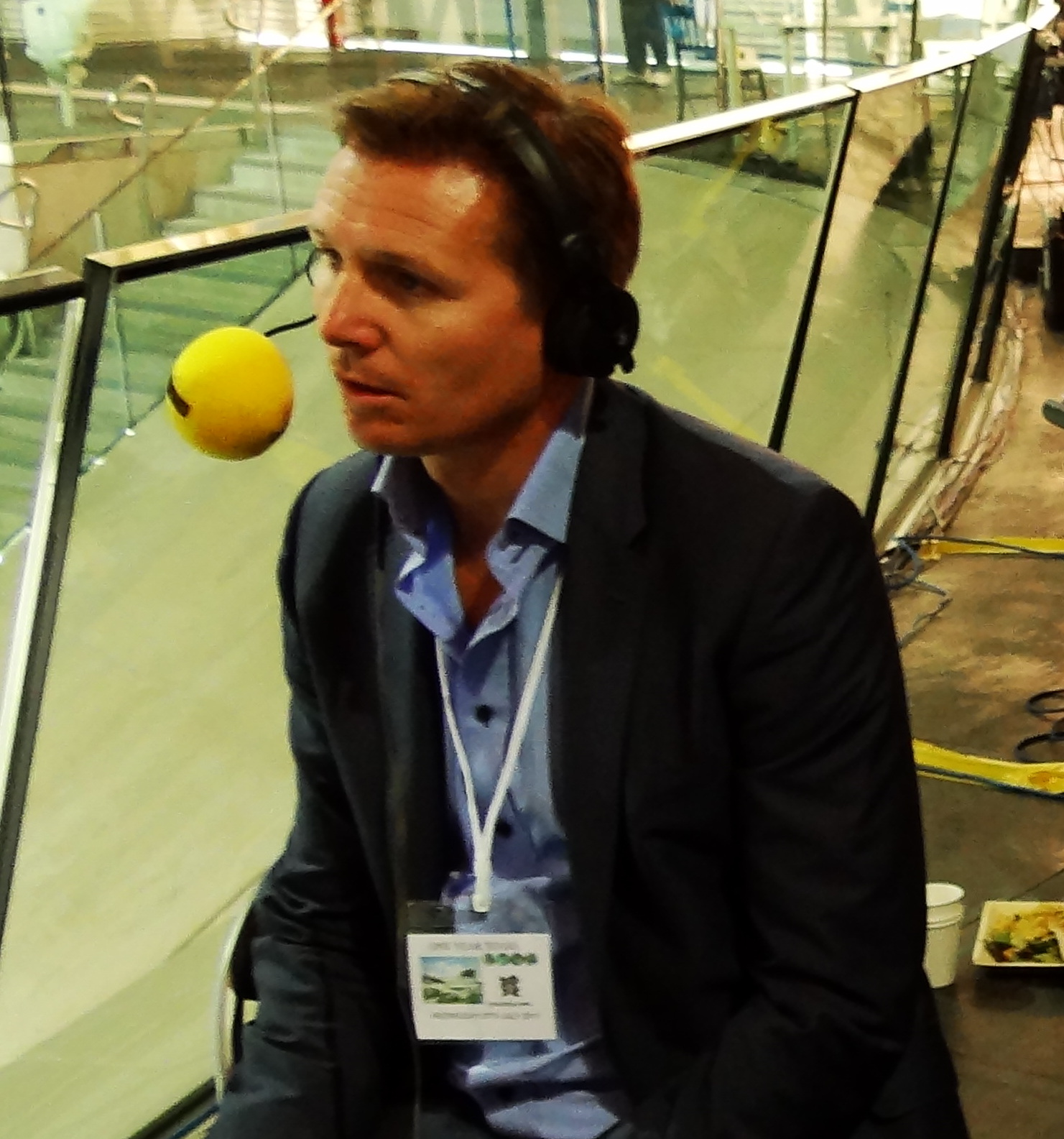

로저 블랙(Roger Black, 본명: Roger Anthony Black MBE, 1966년 3월 31일 ~ )는 영국과 잉글랜드를 대표하여 국제 대회에 출전한 영국의 전 육상 경기 선수이다. 육상 선수 생활 동안 올림픽 게임과 세계 선수권 대회에서 400m 단거리 개인 은메달을 획득했고, 유럽 선수권 대회에서는 2개의 개인 금메달을 획득했으며, 세계 선수권 대회와 유럽 선수권 대회에서는 4×400m 계주 금메달을 획득했다.
육상 경기에서 은퇴한 이후 그는 텔레비전 발표자 및 동기 부여 연설가로 활동해 왔다. 2008년 블랙은 동료 운동선수인 스티브 배클리와 힘을 합쳐 배클리블랙 LLP(BackleyBlack LLP)를 설립했다. 블랙은 두 개의 유럽 주니어 챔피언십 금메달에 추가로 주요 시니어 육상 대회에서 획득한 15개의 메달을 보유하고 있다.
블랙은 400m에서 5번, 200m에서 1번 전국 야외 선수권 대회에서 우승했다. 2022년 7월 기준 블랙은 400m 부문 영국 역대 목록에서 공동 3위를 유지하고 있다.